# Gajusz Kalpurniusz Pizon
Gaius Calpurnius Piso (zm. 19 kwietnia 65) – polityk rzymski, senator od czasów cesarza Kaliguli, jeden z przywódców nieudanego spisku przeciw cesarzowi Neronowi.
W 65 roku na życie posądzanego przez senatorów o tyranię cesarza Nerona zawiązał się spisek, na czele którego stanął Gajusz Pizon. Spisek nie powiódł się, bo jeden ze spiskowców, a jednocześnie bliski doradca cesarza, Feniusz Rufus, zdradził towarzyszy. Zdławieniem spisku zajął się, otoczony złą sławą, prefekt pretorianów, Ofoniusz Tygellinus. Gajusz Pizon zmuszony był popełnić samobójstwo, z życiem pożegnali się również posądzeni o udział w spisku: Publiusz Klodiusz Trazea Petus, Lukan, Rufus, Seneka Młodszy i Gajusz Petroniusz.